# Tramway de Rouen
Pour l'ancien réseau de tramway, voir Ancien tramway de Rouen.
Le tramway de Rouen, commercialement dénommé métro de Rouen, est un système de transport en commun qui dessert la ville et l'agglomération de Rouen.
Construit à l'initiative du maire d'alors, Jean Lecanuet, le réseau est inauguré en 1994. Il comprend une unique ligne nord-sud qui se divise en deux branches sur la rive gauche de la Seine. 
La ligne possède la particularité de circuler en tunnel sur une partie de sa longueur et de comporter cinq stations souterraines dans le centre-ville de Rouen. Cette caractéristique explique l'usage du mot « métro » pour qualifier ce moyen de transport, bien que le terme « semi-métro » soit plus adéquat,. Bien qu'il soit partiellement souterrain, il s'agit en effet d'un tramway et non pas d'un métro, étant donné qu'il n'est pas séparé de la chaussée sur sa partie surfacique.
Le tramway de Rouen transporte en moyenne 62 000 passagers par jour et participe à de l'offre du Réseau Astuce, avec les quatre lignes de TEOR, les neuf lignes FAST et les lignes régulières de bus.

## Histoire

### Ancien réseau (1877-1953)

Carte animée de l'évolution des infrastructures ferroviaires de l'agglomération de Rouen, dont celles des anciens et actuels tramways, de 1875 à nos jours.

Le premier tramway à vapeur de Rouen est mis en service le 29 décembre 1877. Électrifié à partir de 1896, il traverse les communes de Rouen, Sotteville-lès-Rouen, Le Grand-Quevilly, Blosseville-Bonsecours, Amfreville-la-Mivoie, Darnétal, Déville-lès-Rouen, Maromme, Le Petit-Quevilly, Mont-Saint-Aignan, Bois-Guillaume, Notre-Dame-de-Bondeville, Saint-Étienne-du-Rouvray, Le Mesnil-Esnard et Bihorel. Les tramways doivent par endroit affronter des rampes très fortes, notamment dans la montée qui permet d'atteindre Bonsecours. La longueur totale du réseau atteint 70 km ce qui en fait à l'époque l'un des plus longs en France.
Le réseau subit des dommages matériels importants durant les bombardements de la Seconde Guerre mondiale, ce qui entraîne rapidement sa fermeture. La dernière rame de tramway est retirée de la circulation le 28 février 1953 et laisse place aux trolleybus et aux autobus.

### Renaissance du tramway

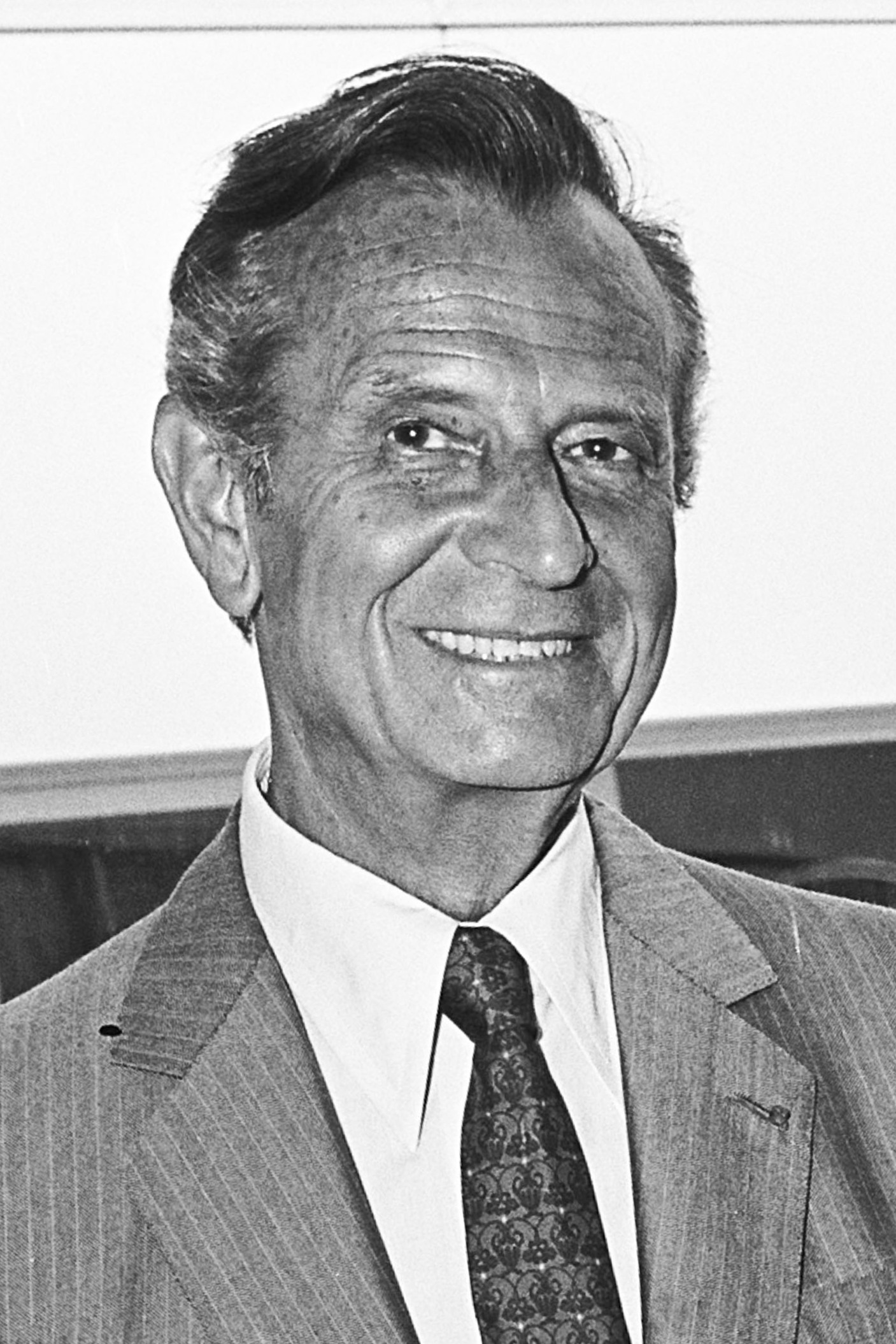
Jean Lecanuet est considéré comme l'instigateur du « métro » de Rouen.

Dans les années 1980, Rouen connaît une situation similaire aux autres grandes villes française avec la saturation des rues de centre-ville par le trafic automobile. Des études sont donc engagées en 1986 par le SIVOM de l'agglomération rouennaise en vue d'établir un transport en commun en site propre. Le maire de Rouen, Jean Lecanuet, penche alors pour le métro automatique VAL de la société Matra mais le projet est jugé trop onéreux par rapport aux ressources de l'agglomération rouennaise. L'opposition socialiste milite pour sa part pour un tramway en surface. Un compromis est finalement trouvé en 1988 avec un tramway traversant le centre-ville en souterrain. Ce choix tient avant tout d'une volonté de ne pas entraver le trafic automobile dans la rue Jeanne d'Arc mais il permet également une meilleure vitesse commerciale. Le projet est néanmoins dénommé « métro » pour des raisons politiques : la population voit encore d'un mauvais œil le tramway qui rappelle les véhicules désuets d'avant-guerre.

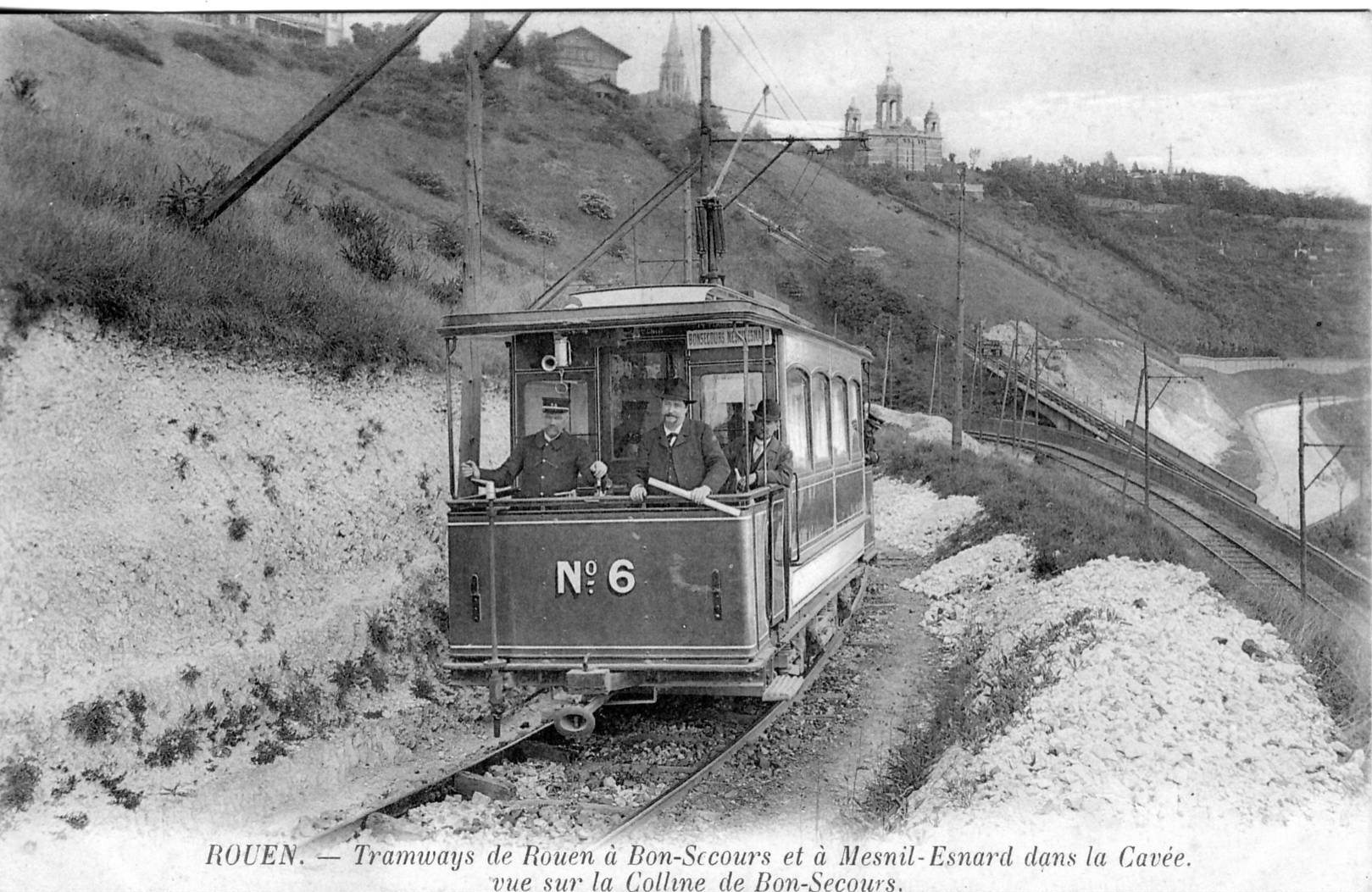
Rame de l'ancien tramway de Rouen dans la descente de Blosseville-Bonsecours.

De 1988 à 1991, les études permettent d'affiner le tracé. La ligne prévue prend la forme d'un « Y » renversé sur la rive gauche de la Seine avec un tronc commun dans le centre-ville de Rouen. Les deux branches aboutissent respectivement au Grand-Quevilly et à Sotteville-lès-Rouen. L'extension prévue jusqu'à Saint-Étienne-du-Rouvray est repoussée en raison d'un désaccord politique. La traversée de la Seine, d'abord prévue en souterrain, est ramenée en surface sur le pont Jeanne-d'Arc afin de réduire les coûts. La station souterraine prévue au niveau de l'hôtel de ville est également déplacée plus au sud, devant le palais de justice.
L'avant-projet sommaire définitif est approuvé en janvier 1990. En octobre de la même année, le District de l'agglomération rouennaise lance un appel d'offres européen en vue de réaliser le tramway. Le consortium gagnant, lequel comprend notamment Spie Batignolles et BNP Paribas, forme la Société du métro de l'agglomération rouennaise (SOMETRAR). Le constructeur retenu pour le matériel est le français Alstom avec son Tramway français standard (TFS) déjà en service à Nantes et à Grenoble. La ligne reçoit sa déclaration d'utilité publique (DUP) le 22 avril 1991. Finalement, le 29 juin 1991, l'agglomération signe avec la SOMETRAR un contrat de concession de 30 ans lui confiant la construction, la maintenance et l'exploitation du tramway.

### Chantier et mise en service
La première phase porte sur la construction de 11 600 m dont 1 700 en souterrain et 320 en viaduc. La ligne comprend 23 stations, dont 5 souterraines, situées sur les communes de Rouen, Sotteville-lès-Rouen, Le Grand-Quevilly et Le Petit-Quevilly.
Le chantier du tramway débute en juin 1991 avec les premiers travaux de voirie sur la rive gauche. L'édification de l'atelier-dépôt de la ligne et du poste de commande centralisé (PCC), situés au Petit-Quevilly, commence en février 1992. En février 1993, les premiers rails sont posés en présence de Laurent Fabius, président du SIVOM de l'agglomération rouennaise. C'est en juillet 1993 que commencent les travaux sur la rive droite avec le percement du tunnel. Entre les stations Théâtre des Arts et Gare Rue Verte, un tunnel de 844 m de long est creusé par un tunnelier baptisé « Joëlle ». Celui-ci possède un diamètre de 8,33 m et a recours à un guidage laser. La section de 233 m entre la gare et le puits Yser est pour sa part édifiée sous la forme d'une galerie-voûte classique. La profondeur du tunnel varie entre 15 et 28 m sous la surface et la pente maximale atteint 60 ‰. Le percement de la section souterraine est achevé au bout de six mois, en avance sur le calendrier prévisionnel. La première des 20 rames TFS est livrée par GEC-Alsthom et novembre 1993 et les essais en ligne commencent dès février. L'ouverture de la station Palais de Justice doit cependant être différée en raison de fouilles archéologiques qui ont retardé le chantier.
Le 16 décembre 1994, le tramway est officiellement inauguré sur la place Bernard-Tissot, devant la gare de Rouen-Rive-Droite, en présence du maire de Rouen François Gautier et de Laurent Fabius. À l'occasion de cette inauguration, le réseau de bus est entièrement restructuré et unifié avec le « métro » dans une offre de transport baptisée « Métrobus ». Par métonymie, cette appellation se généralisera rapidement pour désigner le tramway. La tarification se fait sous forme de billetterie magnétique, des titres de transport à valider à chaque montée dans un véhicule. Environ un million de titres de transports ont été distribués gratuitement le jour de l'inauguration.
D'importantes dérives financières ont cependant eu lieu durant la construction du tramway. Alors qu'en 1991 le coût estimé du projet était de 1,7 milliard de francs, la montant final s'est élevé à 2,5 milliards. Ces dérives auront des conséquences lourdes sur les finances de l'Agglomération de Rouen et condamneront les extensions futures du tramway au profit du bus en site propre TEOR, jugé moins onéreux.

### Extension et modernisation du tramway
- 1er septembre 1997 : prolongement du tramway jusqu'à Technopôle à Saint-Étienne-du-Rouvray en traversant Sotteville-lès-Rouen[Note 1]. Sur la rive droite est inaugurée la station Palais de Justice en centre-ville de Rouen, entre les stations Gare-Rue Verte et Théâtre des Arts.
- Avril 2008 : renouvellement des distributeurs automatiques de titres de transport.
- Juillet 2008 : installation de nouveaux valideurs sans contact dans les rames et du nouveau SAEIV (Système d'aide à l'exploitation et à l'information voyageurs).
- Août 2008 : lancement de la carte « Astuce », une carte à puce servant de titre de transport rechargeable. Cette technologie « sans-contact » permet de valider son titre de transport en le plaçant à proximité des valideurs installés à l'entrée des rames, ce qui permet un gain de temps en station. Une rame est pelliculée aux couleurs de la carte Astuce à cette occasion.

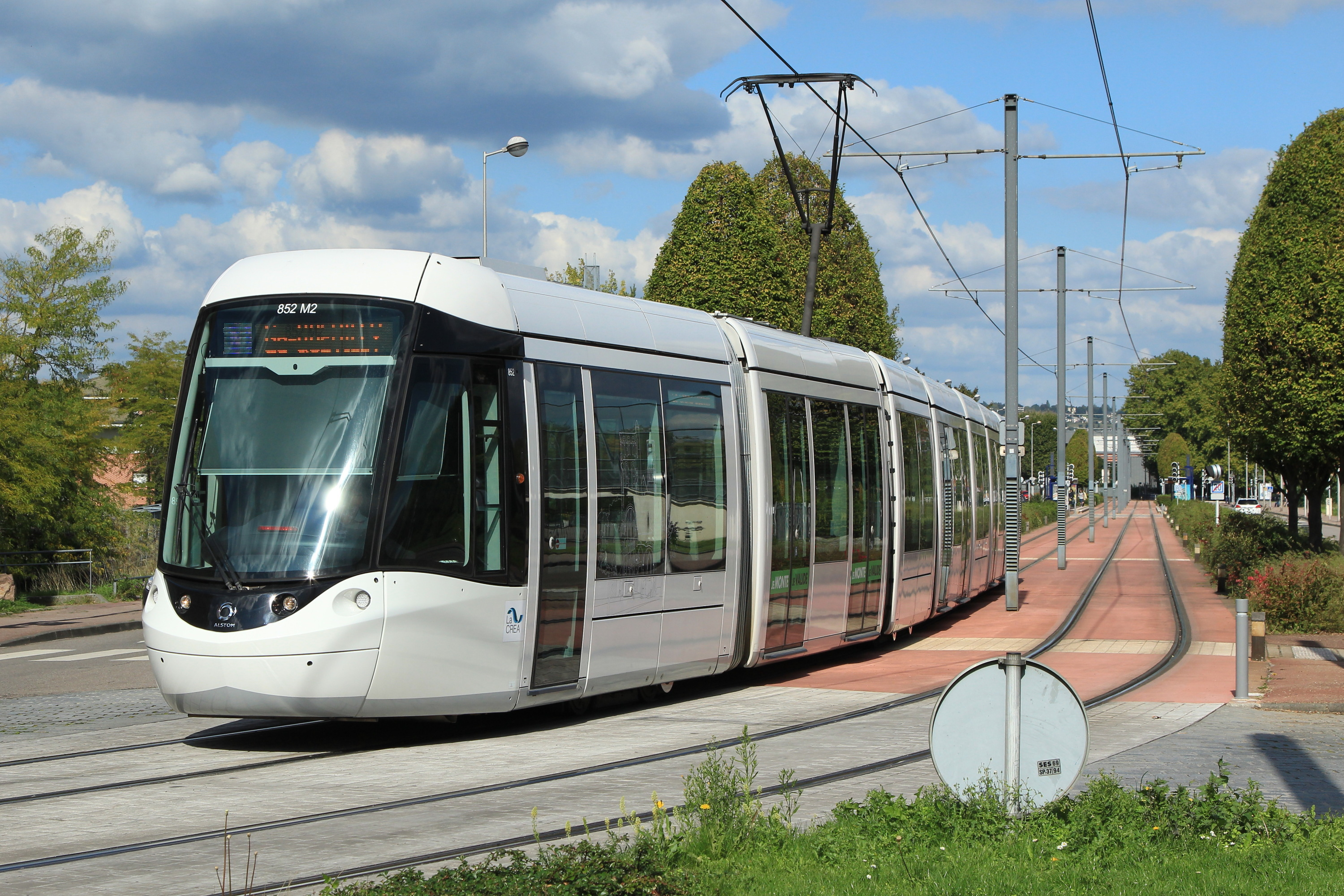
Rame Citadis 402 en circulation depuis 2012.

- 2010 : installation de valideurs sur le quai des stations souterraines.
- 2011-2012 : réaménagement de la station Saint-Sever, des terminus Boulingrin et Technopôle, et renforcement du pont Jeanne-d'Arc.
- 23 juin 2012 : mise en service des sept premières rames Alstom Citadis blanches.
- De septembre 2012 à avril 2013 : suite de la mise en service de vingt nouvelles rames supplémentaires Alstom Citadis en remplacement des anciennes rames Alsthom TFS datant de 1994.
- De 2013 à 2015 : diverses améliorations dont un changement d'escalators, la création d'un abri escalator à la station Palais de Justice en sortie Nord-Est, un entretien des voies et des structures des ascenseurs, etc.
- D'octobre 2016 à février 2017 : agrandissement du quai Ouest de la station souterraine Théâtre des Arts par une ré-attribution partielle d'emprises techniques existantes (fluidité nettement améliorée avec 50 m2 de surface en plus dédiée dorénavant aux voyageurs).
- 2018 : rénovation intégrale des 5 stations souterraines (intérieur / extérieur : revêtements, éclairage LED, signalétique classique et électronique, modification d'un escalier d'accès au parvis devant la gare SNCF de Rouen Rive Droite, etc.) ; renouvellement d'aiguillages et de rails sur différents secteurs entre le Boulingrin et la trémie de bifurcation après la station Saint-Sever ; renouvellement du platelage bois sur le pont Jeanne d'Arc, etc.
- 2022 : rénovation de la station Hôtel de ville de Sotteville.

## Tracé et stations
Les stations indiquées en gras sont des stations où les rames peuvent faire demi-tour en cas de perturbation.

Réseau du tramway avec les sections aériennes et souterraines.

### Branche Georges Braque
|  |   |  |                                                     | Stations                          | Lat./Long.                  | Communes desservies | Correspondances                         |
|  | - |  | --------------------------------------------------- | --------------------------------- | --------------------------- | ------------------- | --------------------------------------- |
|  | ■ |  | Station accessible aux personnes à mobilité réduite | Boulingrin                        | 49° 26′ 49″ N, 1° 06′ 19″ E | Rouen               | Technopôle T4 F2 22 36                  |
|  | • |  | Station accessible aux personnes à mobilité réduite | Beauvoisine                       | 49° 26′ 54″ N, 1° 06′ 02″ E | Rouen               | Technopôle T4 F1 20                     |
|  | • |  | Station accessible aux personnes à mobilité réduite | Gare-Rue Verte                    | 49° 26′ 54″ N, 1° 05′ 39″ E | Rouen               | Technopôle T4 F2 F7 11 22 Noctambus     |
|  | • |  | Station accessible aux personnes à mobilité réduite | Palais de Justice - Gisèle Halimi | 49° 26′ 34″ N, 1° 05′ 28″ E | Rouen               | Technopôle F2 F7 11 15 22 Noctambus     |
|  | • |  | Station accessible aux personnes à mobilité réduite | Théâtre des Arts                  | 49° 26′ 24″ N, 1° 05′ 22″ E | Rouen               | Technopôle T1 T2 T3 529 530 F5 F9 27 33 |
|  | • |  | Station accessible aux personnes à mobilité réduite | Joffre-Mutualité                  | 49° 26′ 07″ N, 1° 05′ 12″ E | Rouen               | Technopôle 33                           |
|  | • |  | Station accessible aux personnes à mobilité réduite | Saint-Sever                       | 49° 25′ 52″ N, 1° 04′ 54″ E | Rouen               | Technopôle F1 F9 27 Noctambus           |
|  | • |  | Station accessible aux personnes à mobilité réduite | Avenue de Caen                    | 49° 25′ 47″ N, 1° 04′ 32″ E | Rouen               | T4 27                                   |
|  | • |  | Station accessible aux personnes à mobilité réduite | Jean Jaurès                       | 49° 25′ 39″ N, 1° 04′ 01″ E | Le Petit-Quevilly   | T4                                      |
|  | • |  | Station accessible aux personnes à mobilité réduite | François Truffaut                 | 49° 25′ 36″ N, 1° 03′ 45″ E | Le Petit-Quevilly   | 33 41                                   |
|  | • |  | Station accessible aux personnes à mobilité réduite | Place du 8-Mai                    | 49° 25′ 26″ N, 1° 03′ 34″ E | Le Petit-Quevilly   |                                         |
|  | • |  | Station accessible aux personnes à mobilité réduite | Saint-Julien                      | 49° 25′ 13″ N, 1° 03′ 34″ E | Le Petit-Quevilly   | 27                                      |
|  | • |  | Station accessible aux personnes à mobilité réduite | Charles de Gaulle                 | 49° 25′ 01″ N, 1° 03′ 20″ E | Le Petit-Quevilly   | 27 41                                   |
|  | • |  | Station accessible aux personnes à mobilité réduite | Provinces                         | 49° 24′ 42″ N, 1° 03′ 12″ E | Le Grand-Quevilly   |                                         |
|  | • |  | Station accessible aux personnes à mobilité réduite | J.F. Kennedy                      | 49° 24′ 35″ N, 1° 02′ 59″ E | Le Grand-Quevilly   | 42                                      |
|  | • |  | Station accessible aux personnes à mobilité réduite | Léon Blum                         | 49° 24′ 25″ N, 1° 02′ 43″ E | Le Grand-Quevilly   | 27                                      |
|  | • |  | Station accessible aux personnes à mobilité réduite | Paul Cézanne                      | 49° 24′ 13″ N, 1° 02′ 32″ E | Le Grand-Quevilly   |                                         |
|  | ■ |  | Station accessible aux personnes à mobilité réduite | Georges Braque                    | 49° 24′ 02″ N, 1° 02′ 32″ E | Le Grand-Quevilly   | F6 27                                   |

### Branche Technopôle
|  |   |  |                                                     | Stations                          | Lat./Long.                  | Communes desservies      | Correspondances                             |
|  | - |  | --------------------------------------------------- | --------------------------------- | --------------------------- | ------------------------ | ------------------------------------------- |
|  | ■ |  | Station accessible aux personnes à mobilité réduite | Boulingrin                        | 49° 26′ 49″ N, 1° 06′ 19″ E | Rouen                    | Georges Braque T4 F2 22 36                  |
|  | • |  | Station accessible aux personnes à mobilité réduite | Beauvoisine                       | 49° 26′ 54″ N, 1° 06′ 02″ E | Rouen                    | Georges Braque T4 F1 20                     |
|  | • |  | Station accessible aux personnes à mobilité réduite | Gare-Rue Verte                    | 49° 26′ 54″ N, 1° 05′ 39″ E | Rouen                    | Georges Braque T4 F2 F7 11 22 Noctambus     |
|  | • |  | Station accessible aux personnes à mobilité réduite | Palais de Justice - Gisèle Halimi | 49° 26′ 34″ N, 1° 05′ 28″ E | Rouen                    | Georges Braque F2 F7 11 15 22 Noctambus     |
|  | • |  | Station accessible aux personnes à mobilité réduite | Théâtre des Arts                  | 49° 26′ 24″ N, 1° 05′ 22″ E | Rouen                    | Georges Braque T1 T2 T3 529 530 F5 F9 27 33 |
|  | • |  | Station accessible aux personnes à mobilité réduite | Joffre-Mutualité                  | 49° 26′ 07″ N, 1° 05′ 12″ E | Rouen                    | Georges Braque 33                           |
|  | • |  | Station accessible aux personnes à mobilité réduite | Saint-Sever                       | 49° 25′ 52″ N, 1° 04′ 54″ E | Rouen                    | Georges Braque F1 F9 27 Noctambus           |
|  | • |  | Station accessible aux personnes à mobilité réduite | Europe                            | 49° 25′ 42″ N, 1° 04′ 52″ E | Rouen                    | 27                                          |
|  | • |  | Station accessible aux personnes à mobilité réduite | Honoré de Balzac                  | 49° 25′ 34″ N, 1° 05′ 13″ E | Rouen                    |                                             |
|  | • |  | Station accessible aux personnes à mobilité réduite | Voltaire                          | 49° 25′ 23″ N, 1° 05′ 21″ E | Sotteville-lès-Rouen     |                                             |
|  | • |  | Station accessible aux personnes à mobilité réduite | Garibaldi                         | 49° 25′ 08″ N, 1° 05′ 27″ E | Sotteville-lès-Rouen     |                                             |
|  | • |  | Station accessible aux personnes à mobilité réduite | Hôtel de Ville de Sotteville      | 49° 24′ 51″ N, 1° 05′ 25″ E | Sotteville-lès-Rouen     | F3 F7 33 41                                 |
|  | • |  | Station accessible aux personnes à mobilité réduite | 14-Juillet                        | 49° 24′ 33″ N, 1° 05′ 00″ E | Sotteville-lès-Rouen     |                                             |
|  | • |  | Station accessible aux personnes à mobilité réduite | Jean Zay                          | 49° 24′ 15″ N, 1° 05′ 04″ E | Sotteville-lès-Rouen     |                                             |
|  | • |  | Station accessible aux personnes à mobilité réduite | Toit Familial                     | 49° 24′ 04″ N, 1° 04′ 54″ E | Sotteville-lès-Rouen     |                                             |
|  | • |  | Station accessible aux personnes à mobilité réduite | Champ de Courses                  | 49° 24′ 05″ N, 1° 04′ 33″ E | Saint-Étienne-du-Rouvray |                                             |
|  | • |  | Station accessible aux personnes à mobilité réduite | Ernest Renan                      | 49° 23′ 54″ N, 1° 04′ 23″ E | Saint-Étienne-du-Rouvray | 42                                          |
|  | • |  | Station accessible aux personnes à mobilité réduite | Le Parc                           | 49° 23′ 43″ N, 1° 04′ 10″ E | Saint-Étienne-du-Rouvray |                                             |
|  | • |  | Station accessible aux personnes à mobilité réduite | Maryse Bastié                     | 49° 23′ 31″ N, 1° 04′ 12″ E | Saint-Étienne-du-Rouvray |                                             |
|  | ■ |  | Station accessible aux personnes à mobilité réduite | Technopôle                        | 49° 23′ 11″ N, 1° 04′ 15″ E | Saint-Étienne-du-Rouvray | F6 Noctambus                                |

### Aménagement des stations

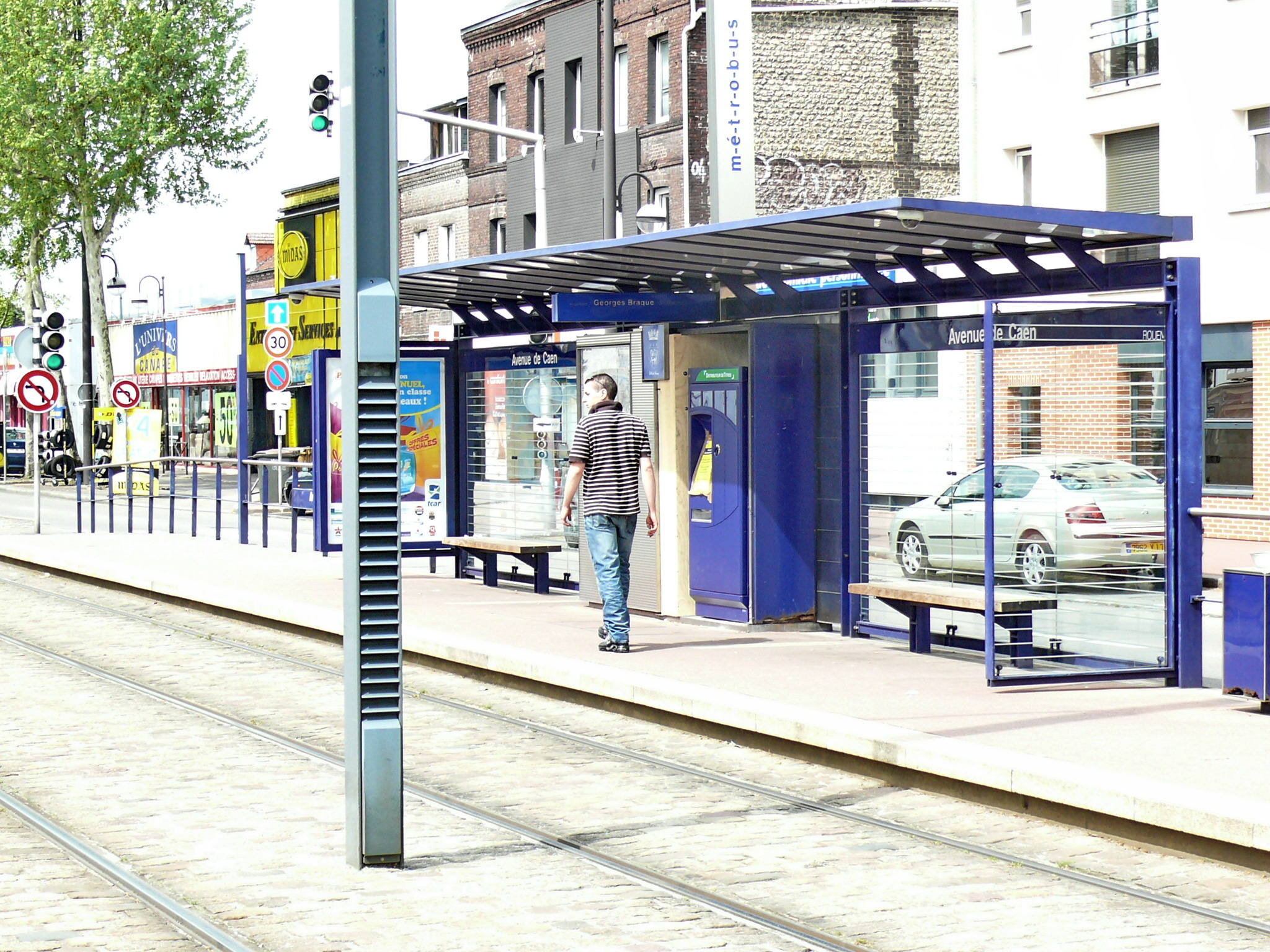
Station aérienne Avenue de Caen.

Les quais des stations, longs de 60 mètres, ont été dimensionnés à l'origine dans l'optique d'accueillir des rames de tramways TFS en unité double. L'intégralité des stations est accessible aux personnes à mobilité réduite.
L'équipement type d'une station comprend deux abris d'une longueur de 12 mètres de part et d'autre de la voie, équipés d'un distributeur automatique de titres de transport. Chaque point d'arrêt est en outre équipé d'une sonorisation et d'un panneau à message variable permettant d'afficher l'horaire du prochain passage, des messages commerciaux ou encore l'état du trafic en ligne. Enfin, un espace d'affichage renseigne les usagers (plan du réseau, tarification). Toutes les stations sont équipées de système de vidéosurveillance.

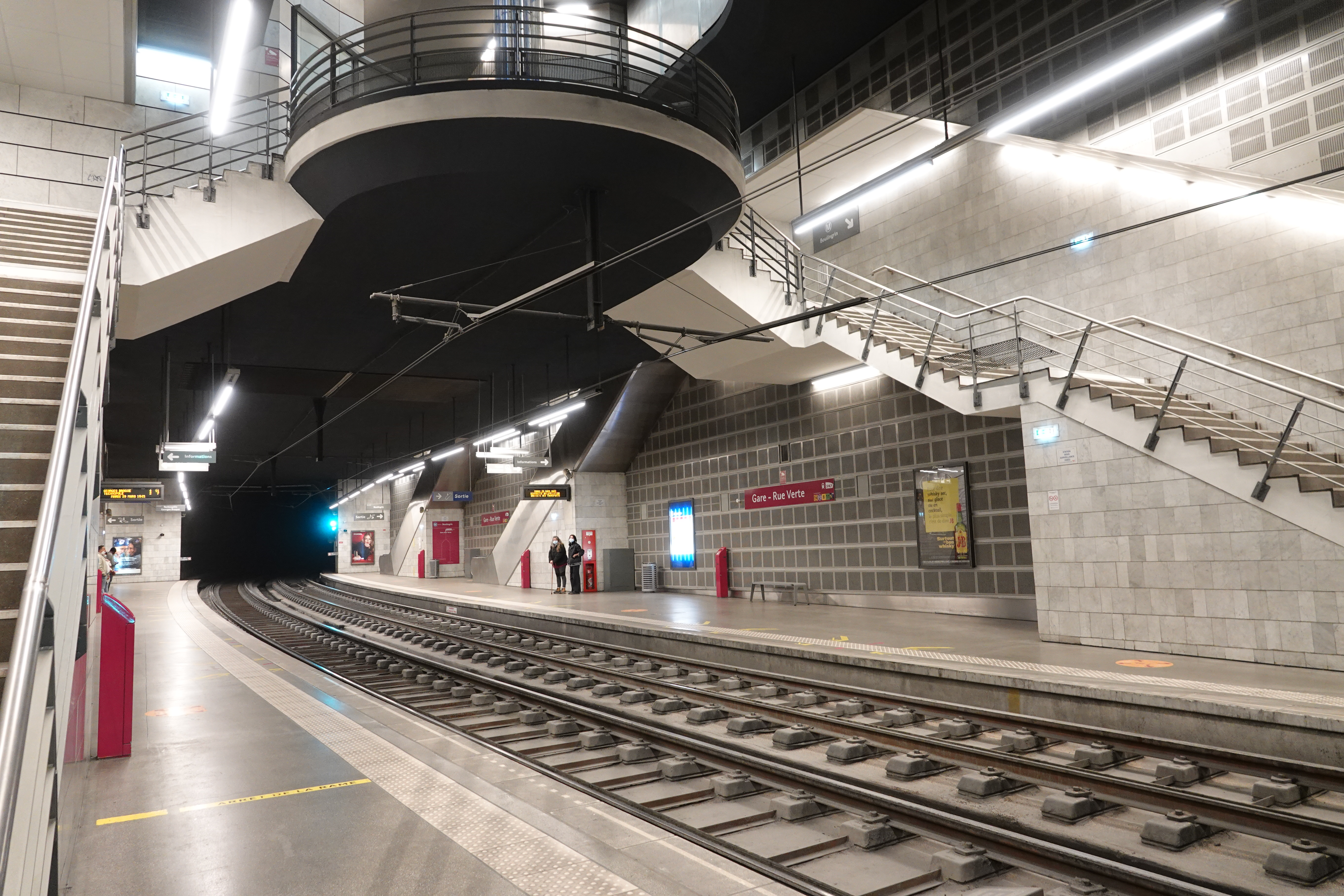
Station souterraine Gare-Rue Verte.

À partir de 2009, les stations principales sont équipées de valideurs sur les quais afin d'accélérer la montée des voyageurs. Les premiers valideurs ont été installés en octobre 2009 à la station Théâtre des Arts puis aux stations Beauvoisine, Gare-Rue Verte, Palais de Justice-Gisèle Halimi, Joffre-Mutualité et Saint-Sever.
Les stations aériennes ont été dessinées par l'architecte Jean-Michel Wilmotte en collaboration avec l'agence rouennaise Artefact. Les stations souterraines, très sobres, ont été conçues comme un prolongement de l'espace public. Elles possèdent l'équipement cité ci-dessus. Elles bénéficient souvent d'un puits de lumière qui permet un éclairage naturel de la station en complément de l'éclairage électrique.
Les stations souterraines  de la rive droite du centre-ville (Beauvoisine, Gare-Rue Verte, Palais de Justice - Gisèle Halimi, Théâtre des Arts et Joffre-Mutualité) sont discrètement décorées par des œuvres d'art mises en lumière, placées dans les couloirs de correspondance ou proches des quais. Ces créations ont été remises en valeur à partir de la rénovation entreprise dans les stations concernées en 2018. Une œuvre d'art a également été implantée à proximité immédiate des quais de plusieurs stations aériennes.
La station Saint-Sever a été restructurée en 2012 à la suite d'une enquête publique menée deux ans auparavant. Sa saturation fréquente a amené à un agrandissement des quais pour permettre une meilleure fluidité des 15 000 voyageurs qui fréquentent la station chaque jour,.

### Voies et plateformes
La voie du réseau du tramway de Rouen est réalisé en totalité en rails à ornières de type Broca ou rail à gorge 35G, y compris dans les tunnels et en site propre. Cela contrairement à d'autres réseaux qui utilisent des rails de type Vignole dans les tunnels. En voirie, la plateforme est revêtue de matériaux variés : pavés traditionnels, pavés autobloquants, gazon en périphérie, enrobé, béton, etc. En tunnel, la voie est posée sur des traverses en béton reposant sur une plate-forme également en béton.
Une partie de la plateforme a été rénovée entre l'été 2009 et 2012, à la suite de malfaçons[réf. nécessaire]. En outre, l'arrivée des rames Citadis a entraîné le réaménagement des stations du terminus du Boulingrin et du Technopôle et le renforcement de la structure du Pont Jeanne d'Arc[réf. nécessaire].

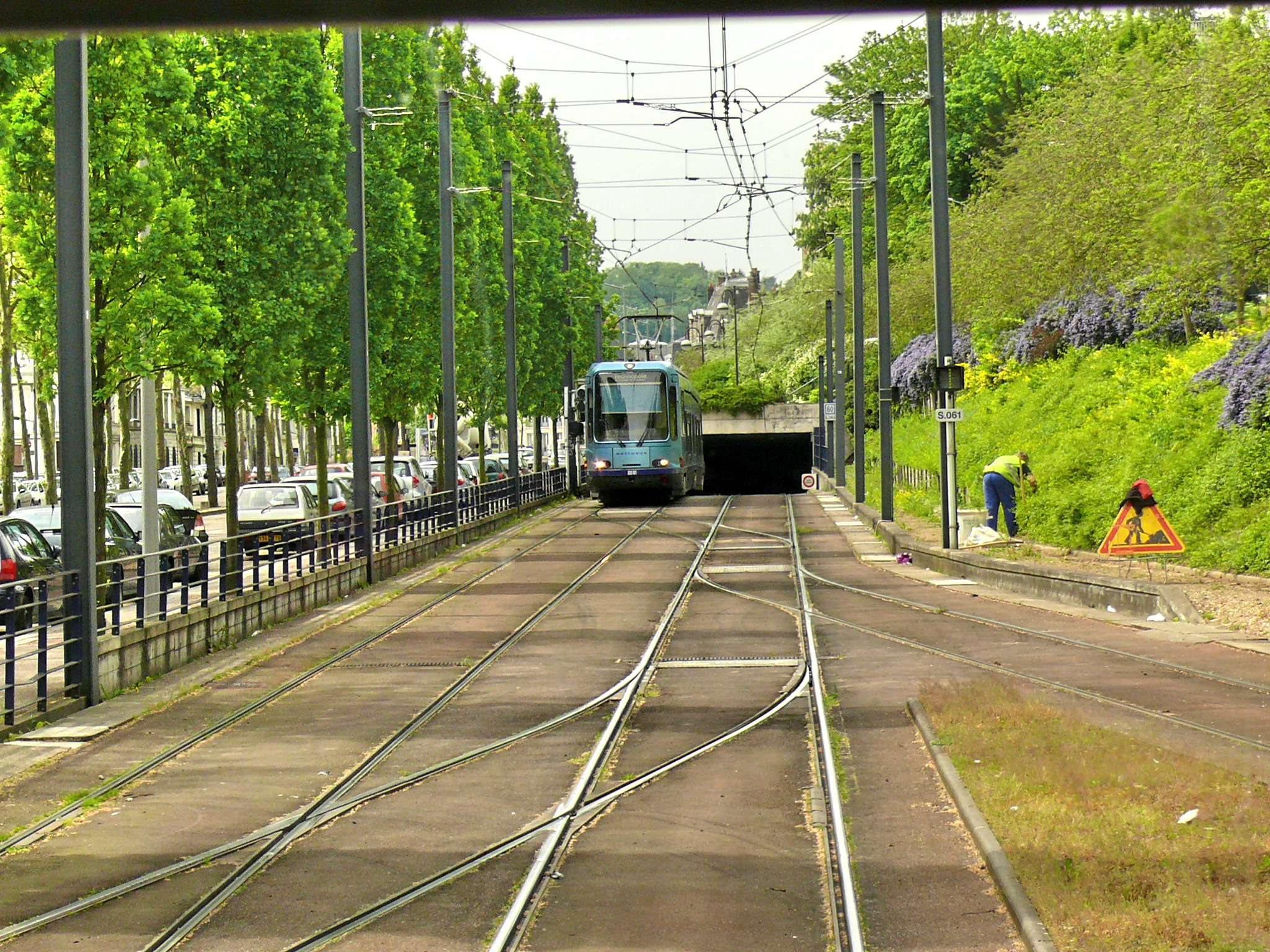
Avant gare du terminus Boulingrin. Les cinq voies sont noyées dans le béton rouge.
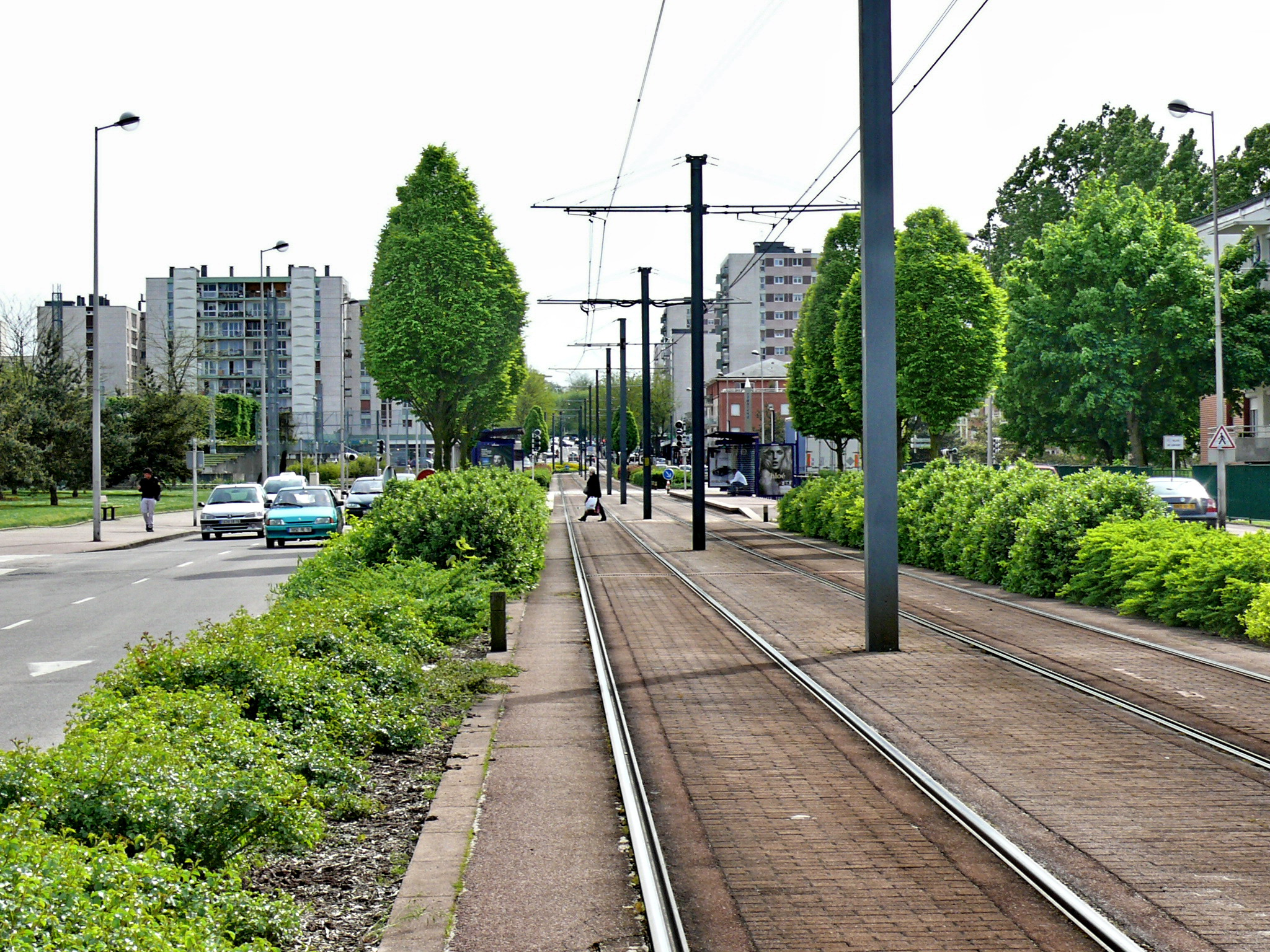
Plate-forme en pavés autobloquants.
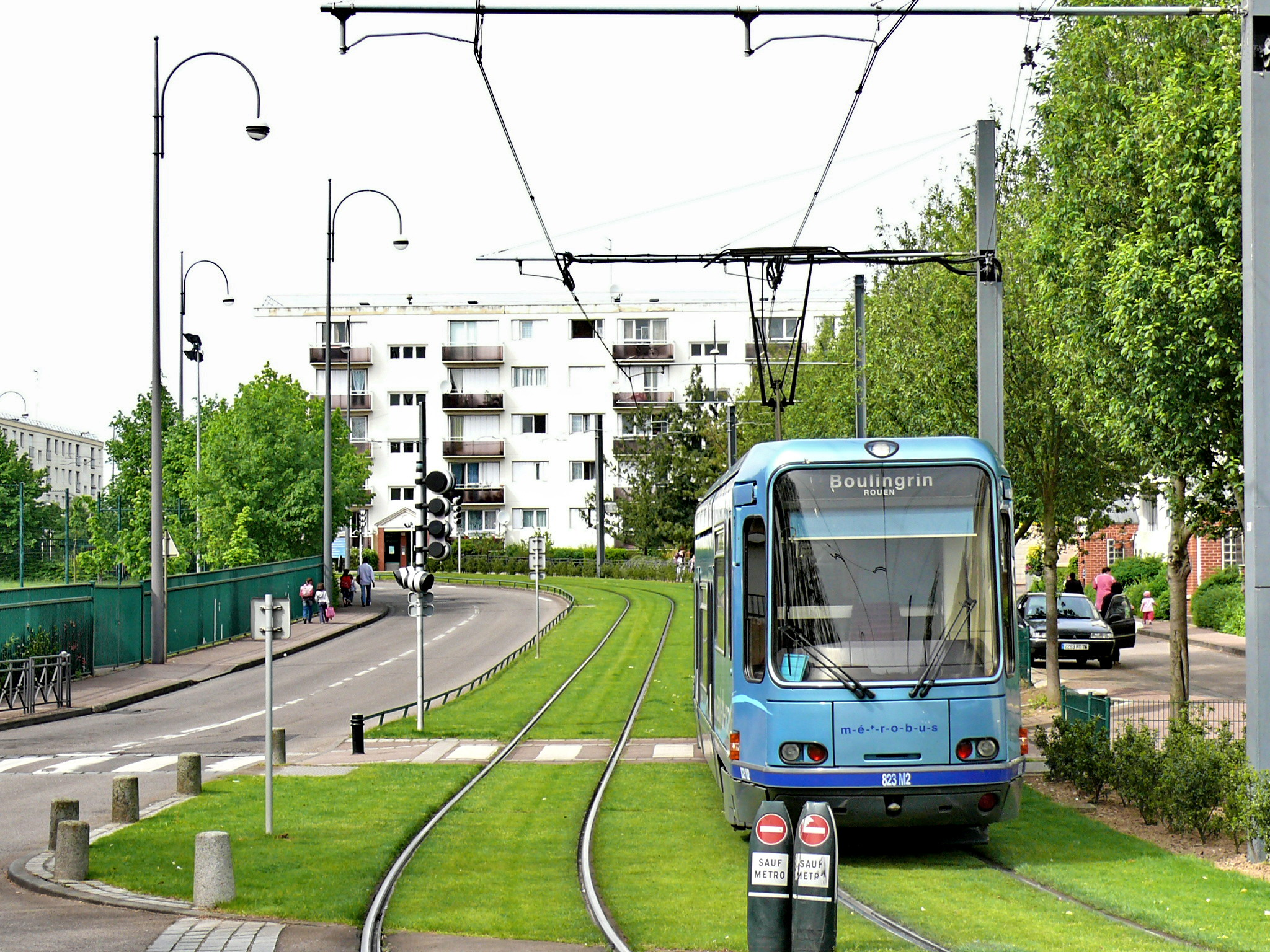
Plate-forme engazonnée.
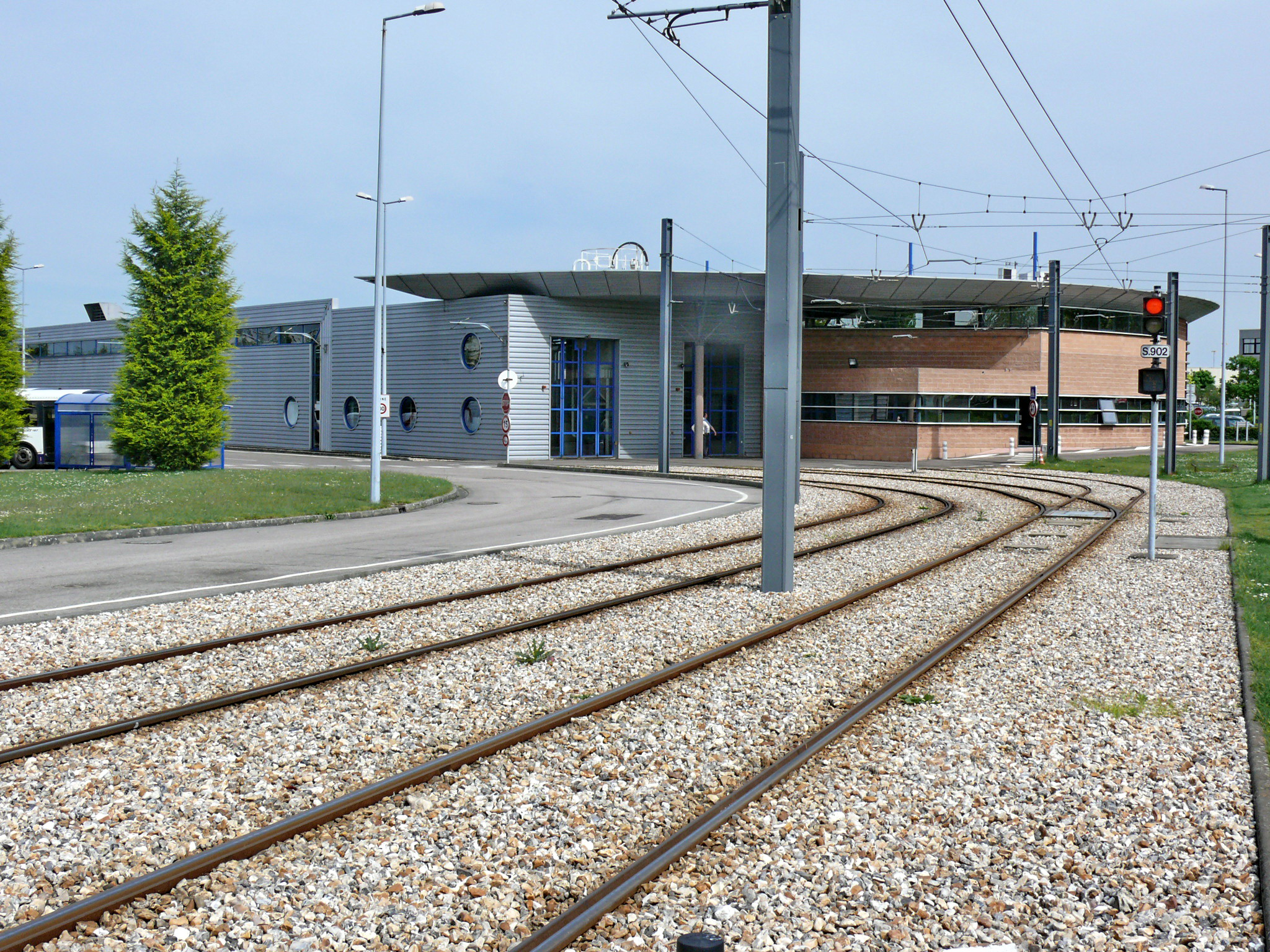
Entrée de l'atelier-dépôt Saint-Julien, où le rail de type Broca est utilisé malgré la pose sur ballast.
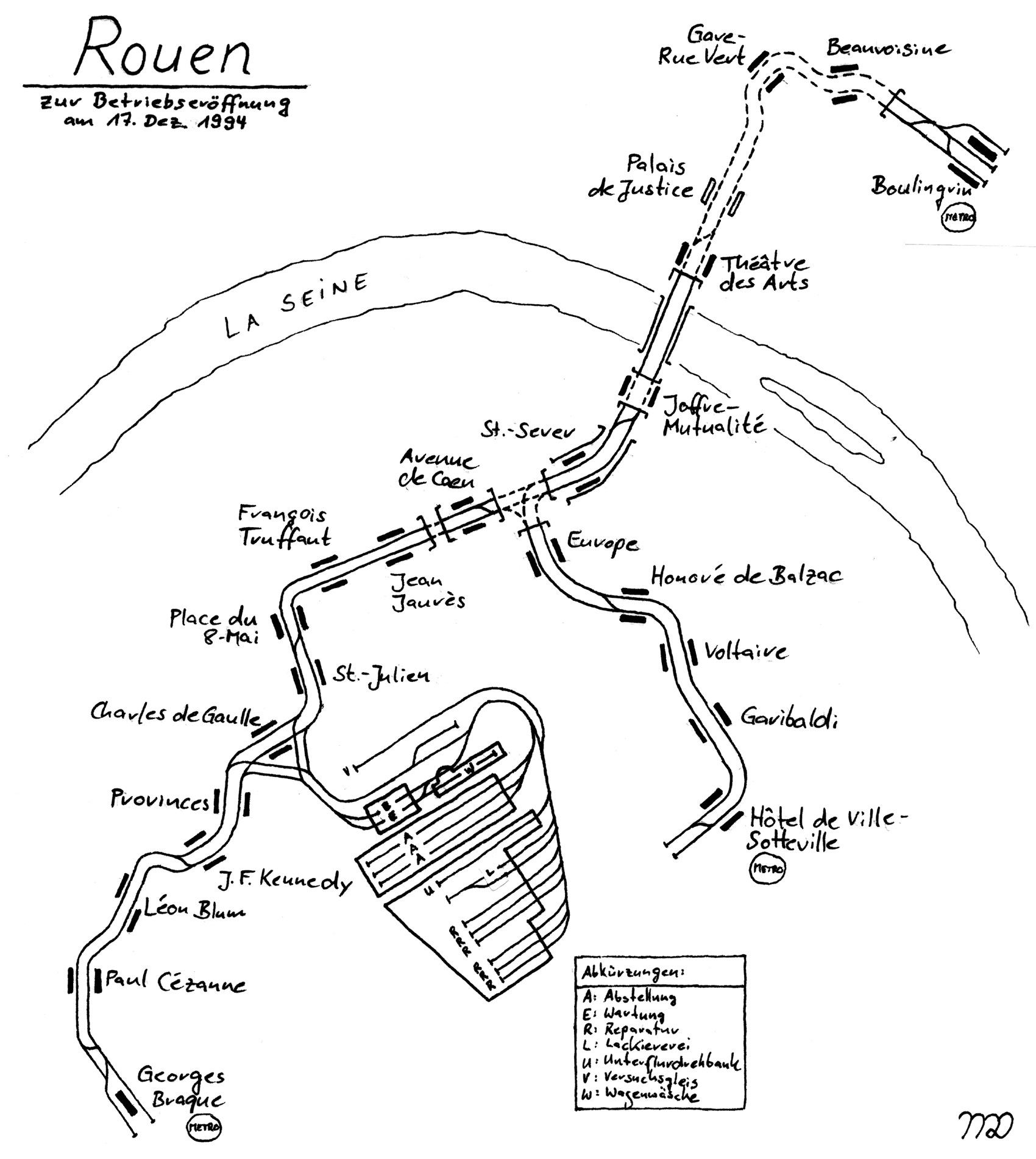
Plan des voies et du centre de maintenance.

## Exploitation

### Matériel roulant
Le réseau a été exploité entre 1994 et 2013 avec des rames de type Tramway français standard (TFS) construites par Alsthom.
Face au succès que rencontre le tramway en termes de fréquentation depuis sa mise en service, dépassant de loin toutes les attentes de la Communauté de l'agglomération rouennaise (environ + 60 % en 10 ans), il a été décidé du remplacement des rames TFS, matériel qui était saturé aux heures de pointe. L'autorité organisatrice a donc cherché une solution pour augmenter la capacité des deux lignes. La Communauté de l'agglomération rouennaise a mandaté, le 1er septembre 2008 le groupe SETEC afin qu'elle étudie les solutions qui permettraient d'améliorer la situation soit en commandant du matériel de capacité supérieure, soit en couplant les rames actuelles et en commandant des rames supplémentaires.
C'est la première solution qui a été retenue. Pour un budget évalué à 100 millions d'euros, la Communauté de l'agglomération rouennaise (devenue CREA au 1er janvier 2010 puis Métropole Rouen Normandie en 2015), a passé une commande pour acquérir 27 nouvelles rames de 45 mètres avec une livraison en 2012, et une revente des anciennes rames. Le SMTC Grenoble, qui finance le tramway de Grenoble a montré son intérêt pour cette acquisition afin de renforcer son parc de TFS, ainsi que la RATP, pour la ligne 1 de tramway, en vue de son extension,, mais ces deux autorités organisatrices n'ont pas donné suite. C'est Alstom, avec ses Citadis, qui a été retenu en janvier 2010.

#### TFS

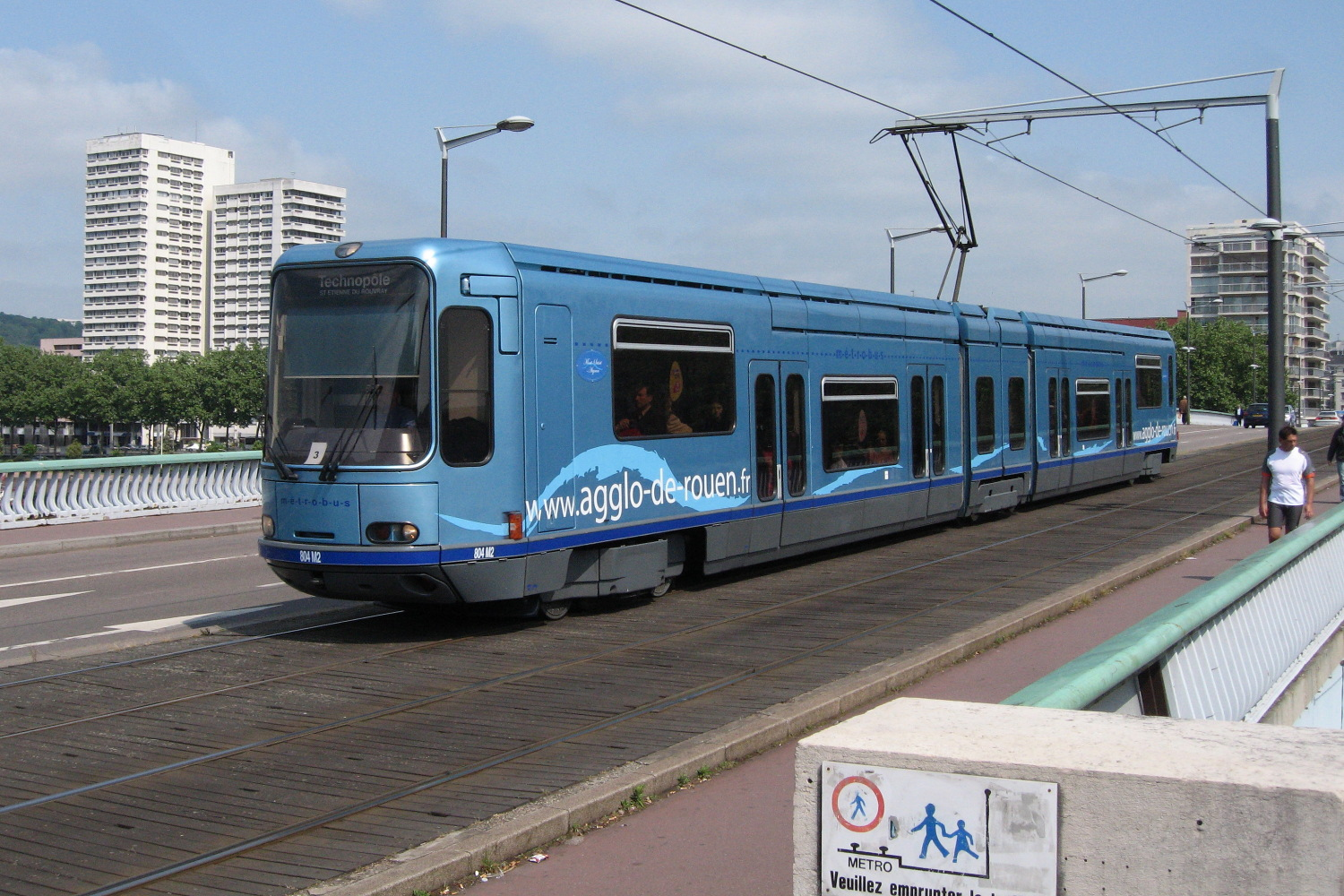
Une rame TFS sur le pont Jeanne-d'Arc.

Les 28 rames TFS du réseau rouennais sont identiques de par leurs caractéristiques techniques à celles de la ligne T1 d'Île-de-France et à la première série des rames du tramway de Grenoble.
| Caractéristiques        | Description                                                              |
| ----------------------- | ------------------------------------------------------------------------ |
| Dimensions              | 29,40 m (longueur) - 2,30 m (largeur) - 3,365 m (hauteur)                |
| Masse à vide            | 44,2 tonnes                                                              |
| Couleur                 | Bleu acier                                                               |
| Vitesse maximale        | 70 km/h                                                                  |
| Alimentation électrique | 750 V par caténaire                                                      |
| Motorisation            | 2 moteurs de 275 kW chacun                                               |
| Nombre de portes        | 8 (4 par côté)                                                           |
| Bogies                  | 3 au total (1 monomoteur à chaque extrémité) et un bogie porteur central |
| Immatriculation         | 801 à 828                                                                |

Ce matériel, de type TFS de seconde génération, construit par GEC Alsthom et De Dietrich en 1993 a été commandé à la suite de l'expérience grenobloise positive. La livrée des rames est de couleur bleu acier. Elle sera reprise pour la décoration extérieure des bus du réseau. Les rames du réseau rouennais bénéficient de quelques particularités techniques en raison des fortes déclivités rencontrées sur la ligne.
En traction, les deux moteurs peuvent être couplés sur un seul hacheur de traction en cas de défaut de l'autre hacheur, et il existe un mode surpuissance permettant une augmentation de la capacité de traction temporaire. Les capacités de freinage des rames sont renforcées : freinage électrique à récupération et mécanique électro-hydraulique en service normal et électromagnétique pour le freinage d'urgence.
Chaque rame permet d'accueillir théoriquement 178 voyageurs (dont 46 assis) et près de 250 personnes au maximum en situation dégradée. Afin d'assurer le confort des voyageurs et de permettre l'accès aux voyageurs à mobilité réduite, les rames sont dotées de planchers plats partiels à la hauteur des quais et de palettes coulissantes comblant le vide entre le quai et la rame. Ces palettes coulissantes sont déployables sur simple demande située à proximité des portes équipées.
L'intégralité des rames est équipée de trois caméras de surveillance à enregistrement. La rame numéro 826 possède un aménagement intérieur particulier, offrant un espace plus dégagé avec des strapontins le long des vitres du compartiment bas voyageurs.
Avec l'arrivée des nouvelles rames Citadis, les rames TFS ont été revendues à la ville turque de Gaziantep pour un montant de 5,2 millions d'euros, soit 9 % du prix de leur achat,.

#### Citadis

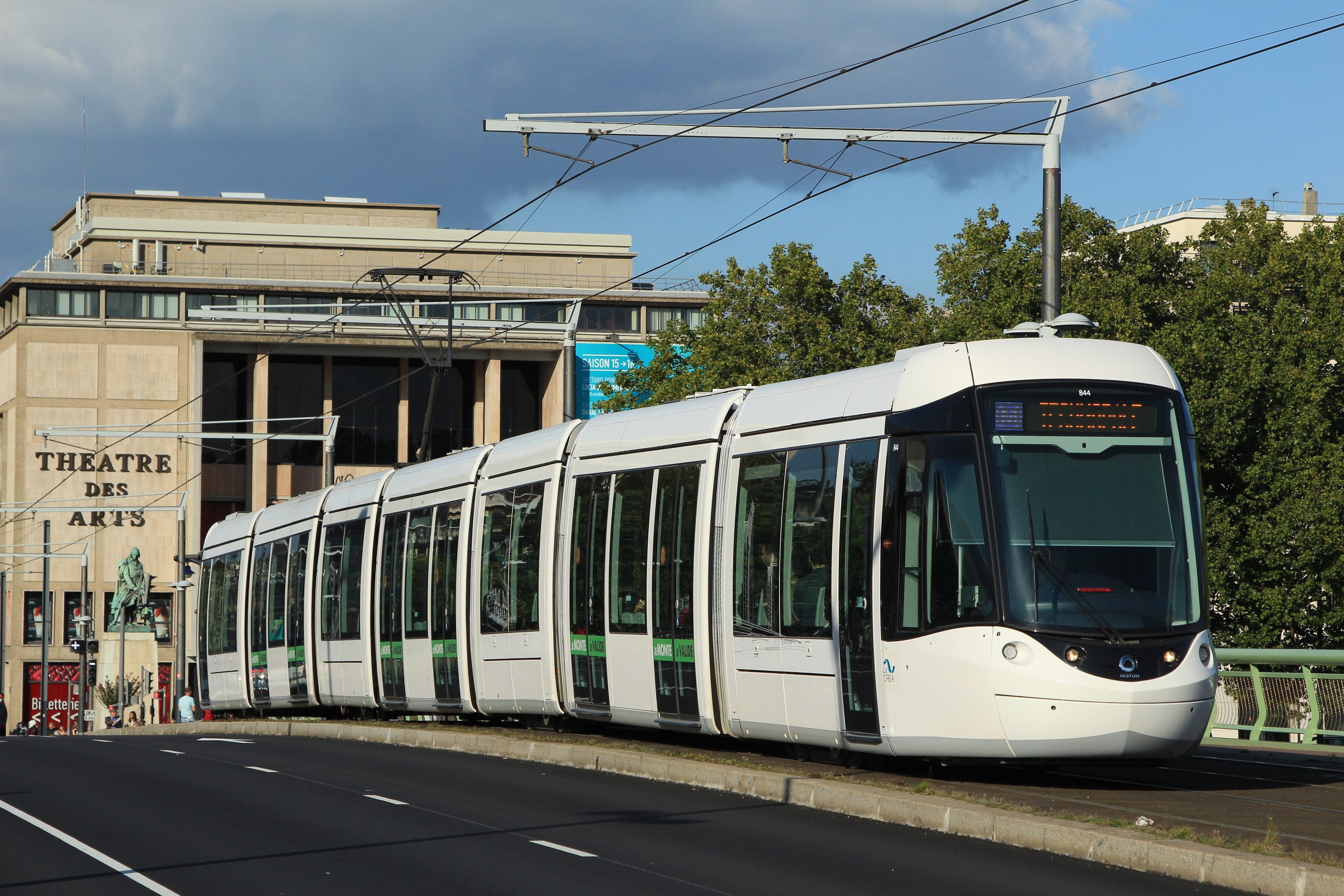
Rame Citadis sur le pont Jeanne d'Arc, à proximité de la station Théâtre des Arts.

La CREA a commandé fin 2010 27 rames Citadis 402, qui ont été livrées entre fin 2011 et début 2013, pour un coût de 75 millions d'euros pour remplacer les 28 rames TFS.
Ces rames de 44 mètres à plancher bas intégral, plus légères et plus performantes au niveau énergétique, peuvent transporter plus de 300 passagers, amenant ainsi un surcroît de capacité de l'ordre de 60 %. Ces nouvelles rames permettront une réduction globale de 27 tonnes de CO2 par rapport aux rames TFS actuellement en service. L'objectif de la Métropole Rouen Normandie est de diviser par quatre les émissions de gaz à effet de serre liées au transport d'ici 2050,.
La capacité des rames est de 279 personnes (à 4 pers./m2) à raison de 73 places assises et 206 debout.
| Caractéristiques        | Description                                              |
| ----------------------- | -------------------------------------------------------- |
| Dimensions              | 43,92 m (longueur) - 2,40 m (largeur) - 3,29 m (hauteur) |
| Masse à vide            | 54,7 tonnes                                              |
| Couleur                 | Blanc, gris et noir avec visuels sur les faces latérales |
| Vitesse maximale        | 70 km/h                                                  |
| Alimentation électrique | 750 V par caténaire                                      |
| Motorisation            | 6 moteurs de 120 kW chacun                               |
| Nombre de portes        | 16 (8 par côté à raison de 6 double et 2 simples)        |
| Bogies                  | 4 au total (3 bogies moteur et 1 bogie porteur)          |
| Immatriculation         | 831 à 857                                                |

### Signalisation et conduite

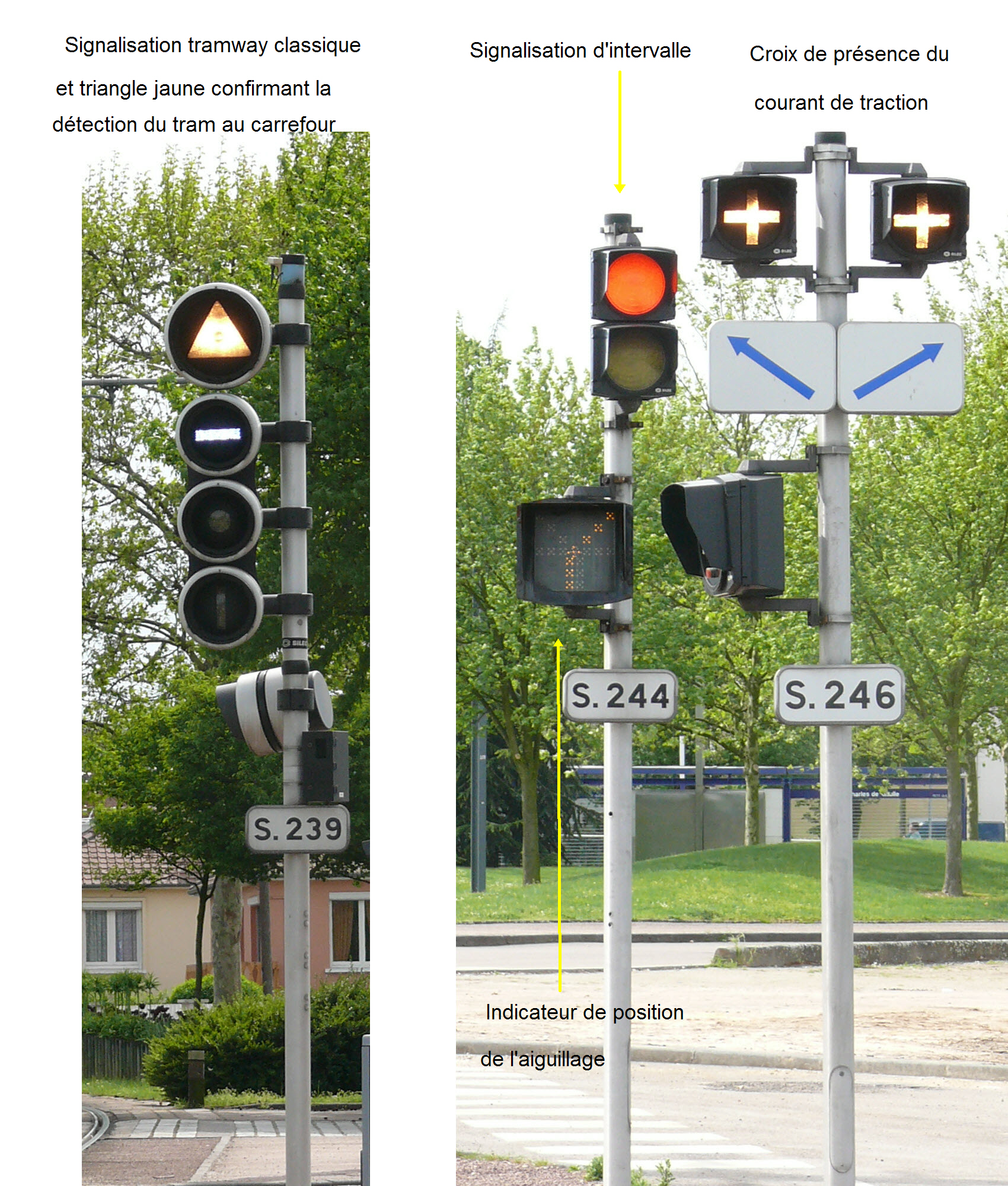
Principales signalisations lumineuses utilisées sur le réseau de Rouen
À gauche, signalisation traditionnelle de tramway, avec en plus l'indicateur blanc triangulaire du système d'aide à la conduite.
À droite, ensemble de signaux implantés en sortie du dépôt, avec, sur le signal S.244, une signalisation rouge/verte utilisée dans les zones à faible visibilité, de type cantonnement d'espacement, et, en dessous, un indicateur de position d'aiguillage.
Les croix lumineuses su signal S.246 indiquent la présence de courant de traction.

L'exploitation se fait en marche à vue, c'est-à-dire que le conducteur adapte lui-même la vitesse de la rame aux conditions de circulation, de manière à pouvoir s'arrêter avant tout obstacle imprévu (piéton sur la plate-forme, conditions météo, etc.). Toutefois, les carrefours sont protégés par une signalisation lumineuse lui permettant de ne s'y engager que lorsque la circulation automobile est interrompue.
Ces feux, de couleur blanche, sont accompagnés d'une signalisation d'aide à la conduite, un triangle lumineux clignotant puis fixe signalant la prise en charge de la demande de priorité au carrefour faisable à distance. Cette priorité, activée avant l'arrivée de la rame et réduisant le temps d'arrêt, permet d'optimiser la vitesse commerciale.
Dans les zones de tunnel ou de site propre exclusif sont utilisés des signaux rouge/vert dits de visibilité réduite, qui sont des signaux de cantonnement.

### Atelier-dépôt

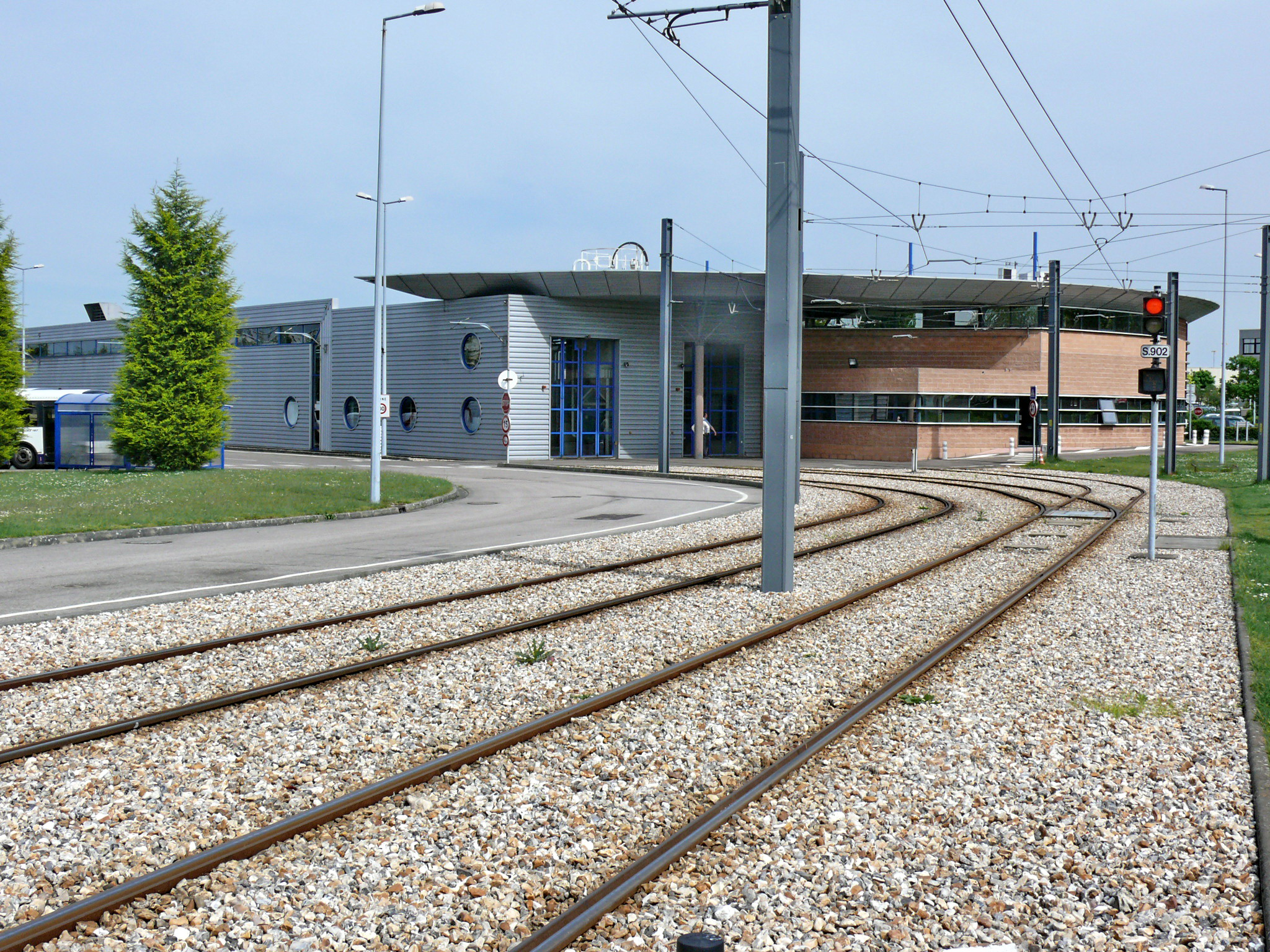
Entrée de l'atelier-dépôt Saint-Julien au Petit-Quevilly.

Sorti de terre en 1992, l'atelier-dépôt Saint-Julien se trouve au Petit-Quevilly à la station Charles de Gaulle, la surface exploitable est d'environ 35 000 m2 et peut accueillir l'ensemble des rames constituant le parc du réseau Astuce. le site accueille également les équipes et les équipements de maintenance des installations fixes.
Le bâtiment atelier permet d'assurer la maintenance des rames du parc matériel roulant. Le remisage accueille toutes les rames du parc toutes les nuits. La zone de station-service permet les opérations quotidiennes et le nettoyage des rames. Il abrite également le poste de prise de service des conducteurs. Une sous-station électrique alimente le dépôt et la ligne d'exploitation alentour en courant de traction et en énergie les bâtiments et les équipements. Enfin, le bâtiment des installations fixes héberge les équipes assurant la maintenance de l'ensemble du système métro (voie, LAC sous-station, réseaux, stations, signalisation, etc.).
L'arrivée de nouvelles rames Citadis a donné lieu à une adaptation des infrastructures existantes du dépôt Saint-Julien. Les voies de maintenance à l'intérieur du bâtiment atelier ont été allongées soit vers le fond du bâtiment (voies sur fosse) soit en déplaçant la façade (voies sur dalle). La voie du tour en fosse également par l'ajout d'un bâtiment le long du remisage. Le remisage a été agrandi par l'ajout de quatre nouvelles voies et a été intégralement couvert. La machine à laver a été remplacée et le tour en fosse adapté aux nouveaux véhicules. Une deuxième ligne de sablage est venu compléter l'existant et un deuxième nettotram a été implanté dans le bâtiment station service.

### Fréquences

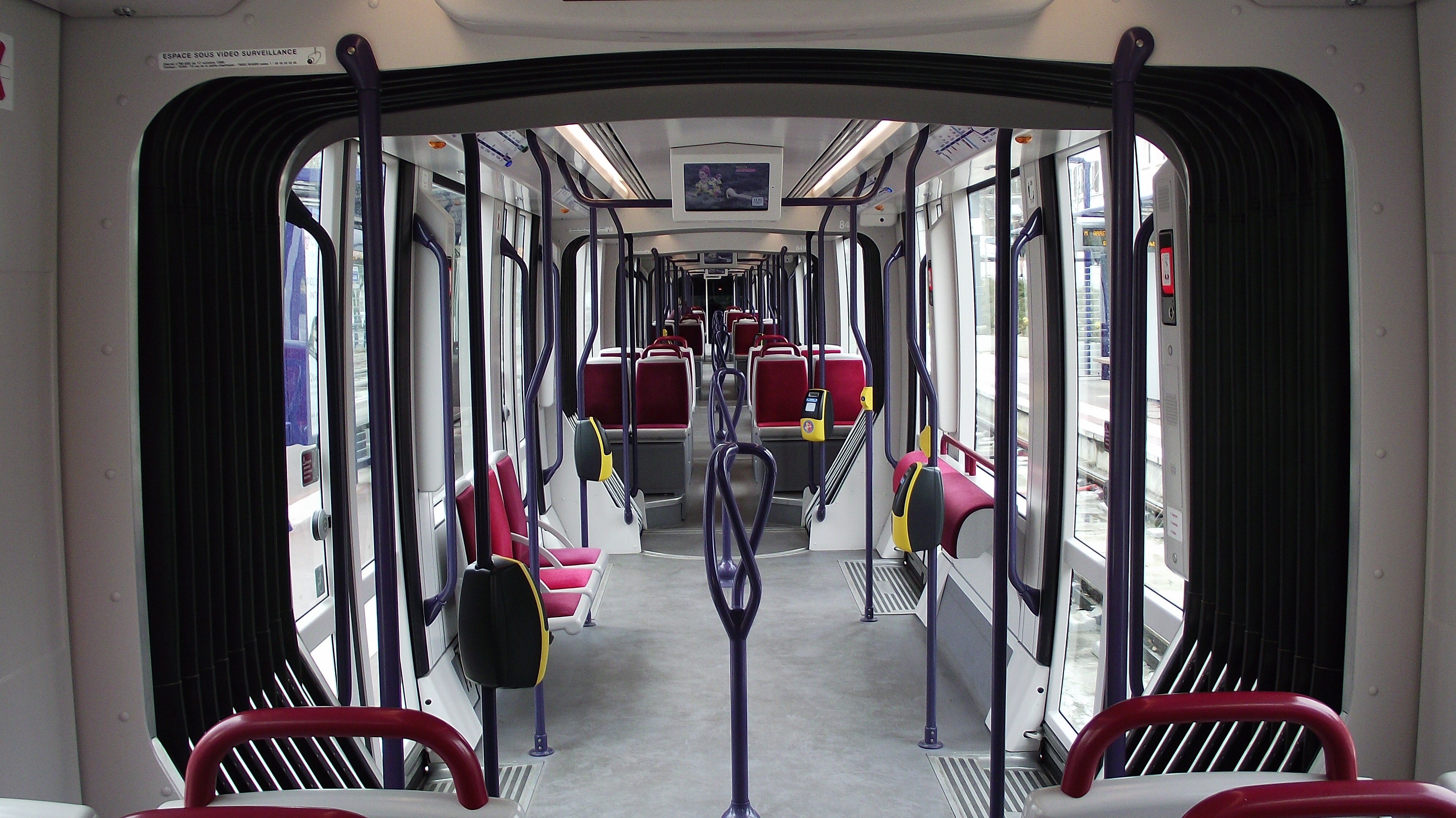
Intérieur d'une rame Citadis.

Les premiers passages ont lieu aux abords de 4 h 30 le matin et partent en direction du nord. Les derniers départs (en direction du sud) ont lieu à minuit sauf le dimanche, les derniers départs ayant lieu ce jour-là à 23 h.
- En semaine :
  - Tronc commun : une rame toutes les 4 minutes (une rame toutes les 3 minutes de 7 h à 9 h et de 16h à 18h).
  - Hors tronc commun : une rame toutes les 8 minutes (6 minutes aux heures de pointes).
- Samedi :
  - Tronc commun : une rame toutes les 6 minutes jusqu'à 11 h ; puis progressivement une rame toutes les 3 minutes jusqu'à 19 h.
  - Hors tronc commun : une rame toutes les 15 minutes jusqu'à 11 h ; puis progressivement une rame toutes les 6 minutes jusqu'à 19 h.
- Dimanche :
  - Tronc commun : une rame toutes les 10 minutes.
  - Hors tronc commun : une rame toutes les 20 minutes.

### Tarification
La tarification du tramway est identique à celle des autres lignes de bus et TEOR du réseau Astuce et elles sont accessibles avec les mêmes abonnements. Un titre de transport permet de voyager pendant une heure à partir de la première validation, quelle que soit la distance aller et retour avec une à 6 correspondances avec les lignes de bus et du tramway.
La politique tarifaire est déterminée par la Métropole Rouen Normandie. Les augmentations suivent globalement l’inflation et s’inscrivent dans le cadre du développement et de la modernisation du réseau : nouveaux véhicules, entretien, développement des lignes en site propre (ligne T4 mise en service le 25 mai 2019), modernisation des stations souterraines.
| Offre      | Valeur              | Tarif   |
| ---------- | ------------------- | ------- |
|            | 1 voyage            | 1,80 €  |
|            | 10 voyages          | 15,30 € |
| Moderato   | 10 voyages          | 3,30 €  |
| Jeune      | 10 voyages          | 9,00 €  |
| Senior     | 20 unités           | 12,00 € |
| Découverte | 24 heures           | 5,70 €  |
| Groupe     | 10 personnes (max.) | 6,30 €  |
| In'Cité    |                     | 4,00 €  |

## Projets de développement

### Développement de la multimodalité
Afin de connecter plus efficacement le tramway avec les autres modes de transport, un parking relais sera installé à proximité de la station terminus du Boulingrin.
En outre, la CREA a débuté l'installation d'abris à vélos sécurisés à proximité des principales stations du tramway et du TEOR en 2010. Ceux-ci s'ouvrent uniquement avec une carte astuce.
Une rénovation / modernisation des cinq stations souterraines est prévue (nouvel éclairage par LED, informations des voyageurs, facilité de circulation, etc.).

### Projets d'extensions
À l'été 2022, la métropole a lancé un marché public pour réaliser des études sur l'avenir de ses transports en commun. Dans cet appel d'offres, il demande d'étudier ces projets de transport et de son évolution :
- une quatrième branche de tramway (contre 3 actuellement) ;
- une nouvelle ligne de tramway ;
- le passage des TEOR à des bus de 24 mètres (contre 18 actuellement) ;
- la réorganisation du réseau TEOR ;
- le passage d'une ligne TEOR en tramway ;
- le tram-train entre Rouen et Elbeuf.

La décision sera prise lors du conseil métropolitain du 30 juin 2025, Visiblement l'option retenue est une ligne vers la Gare St Sever et le remplacement d'une ligne TEOR en tramway (ligne T2) voire plus,.

#### Future gare Saint-Sever
Dans le cadre du projet de ligne nouvelle Paris - Normandie (LNPN), une nouvelle gare grandes lignes est prévue à l'horizon 2030 dans le quartier Saint-Sever sur la rive gauche. Une extension du tramway pourrait alors être réalisée afin d'en assurer la desserte. Des études sont en cours pour établir un nouvel axe nord-sud qui desservirait la future gare et l'écoquartier en cours d'aménagement au pied du pont Gustave-Flaubert,.

#### Tram-train Barentin - Elbeuf
Depuis les années 2000 la réalisation d'un tram-train est régulièrement évoquée dans l'agglomération rouennaise. Ce mode de transport, qui pourrait rouler à la fois sur le réseau ferré national et sur le réseau de tramway urbain, permettrait d'améliorer la desserte des communes périphériques. L'axe prioritaire défini par les études relierait Barentin, au nord-ouest, à Elbeuf, au sud de Rouen. La ligne permettrait de desservir la future gare Saint-Sever ainsi que l'actuelle gare de Rouen-Rive-Droite.

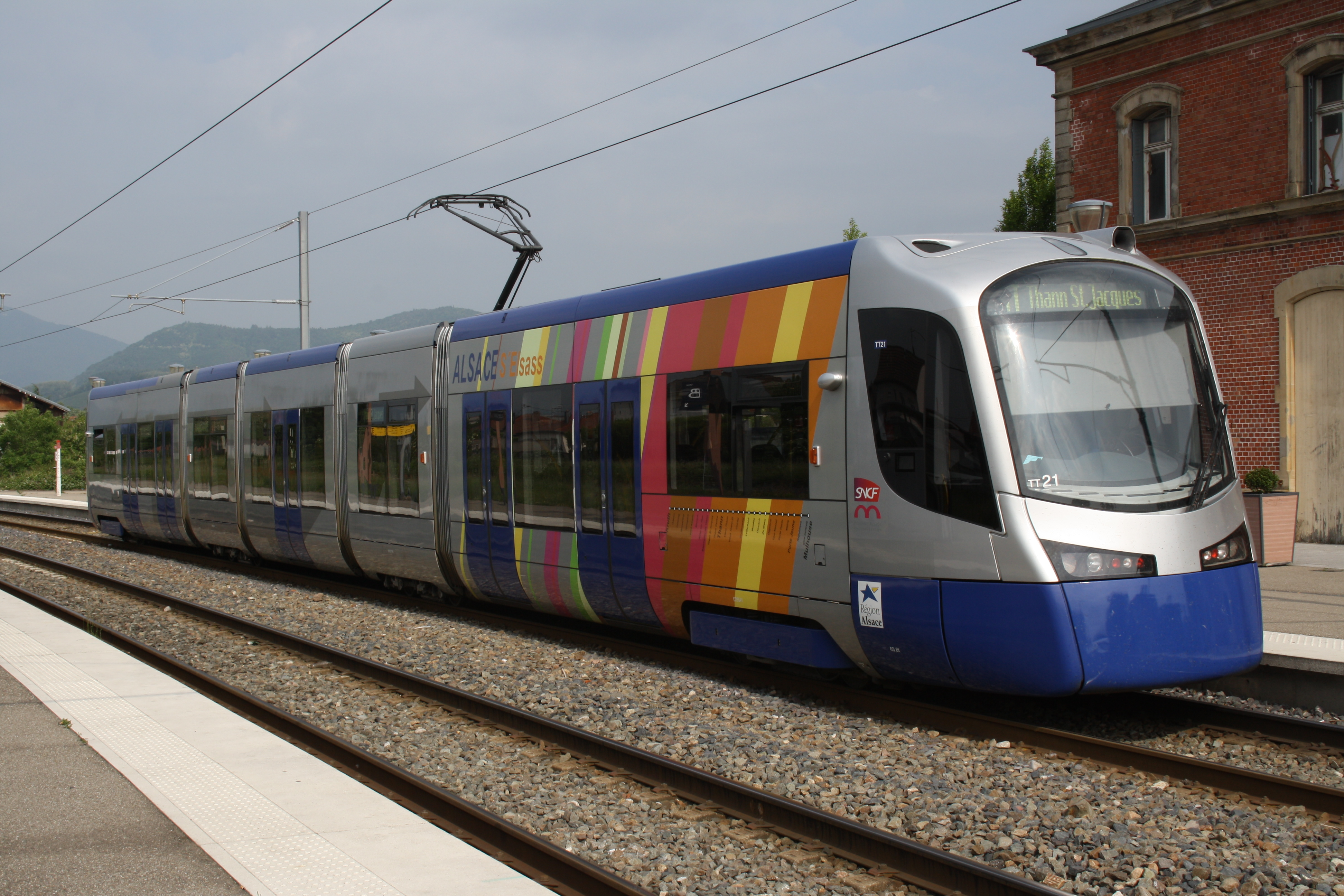
Une rame de tram-train, ici sur la ligne Mulhouse - Vallée de la Thur.

Plusieurs tracés ont été envisagés entre Rouen et Elbeuf. Le tracé ouest réutilisait la ligne de Rouen à Orléans, aujourd'hui désaffectée, et passait par Petit-Couronne et Grand-Couronne avant d'aboutir à l'ancienne gare d'Elbeuf-Ville. Le tracé est empruntait successivement les lignes de Paris au Havre et de Serquigny à Oissel jusqu'à la gare d'Elbeuf - Saint-Aubin, d'où il gagnait le centre-ville d'Elbeuf en mode tramway. Dans Rouen, plusieurs options étaient également possibles : une option ferroviaire, utilisant intégralement la ligne de Paris au Havre, ou bien une option urbaine en mode tramway passant le CHU.
Le tracé ouest a longtemps posé problème en raison de la présence d'une usine classée Seveso sur le parcours. La fermeture de celle-ci a cependant fini par lever l'obstacle. En 2021, des études complémentaires ont été lancées par la métropole de Rouen pour un montant de 900 000 € afin d'affiner le projet de tram-train. Le tracé ouest par Petit-Couronne et Grand-Couronne est finalement retenu au détriment du tracé est, plus onéreux, qui aurait nécessité un nouveau pont sur la Seine.

## Incidents notables sur le réseau

### Collision entre deux rames
Le lundi 30 août 2004, une rame de tramway percute par l’arrière une autre rame dans la partie centrale en tunnel, entre les stations Gare-rue-Verte et Beauvoisine. Le bilan humain de cet accident s’élève à 18 personnes blessées, dont les deux conducteurs de tramway (rames percutante et percutée). Les cabines avant et arrière des rames impliquées ont été détruites. L'infrastructure en elle-même n’a pas été endommagée.
Le jour de la collision, à 7 h 53, tandis que le trafic voyageurs est encore modeste, une rame de tramway franchit indûment un signal de cantonnement fermé et vient percuter l’arrière de la rame arrêtée devant elle dans le tunnel. Cette rame attendait elle-même le dégagement du canton précédent. Le système de veille automatique de la rame percutante, bien qu’en état de fonctionner et apparemment toujours activé par le conducteur, n’a pas été en mesure d'éviter l’accident.
Le bureau d'enquête et d'analyses du ministère des transports, a conclu que l'accident avait été causé par le facteur humain. Le conducteur de la rame percutante aurait été victime d'une hypovigilance consécutive à un début de somnolence. Une première recommandation a été adressée à TCAR afin qu'elle étudie la bonne adaptation du rythme de vie et de travail des conducteurs. Les enquêteurs ont également recommandé que les feux de signalisation en tunnel du tramway de Rouen, ainsi que les rames, soient équipés d’un dispositif de contrôle de franchissement.

### Collision entre une rame et un bus
Le 7 avril 2006 survient une violente collision entre une rame et un Heuliez GX 107 de la ligne 41 à l'intersection de la rue de la Libération et de l'avenue Jean-Jaurès à Sotteville-lès-Rouen à proximité de la station Hôtel de ville de Sotteville. La cause est probablement due à un moment d'inattention de la part de l'un des deux conducteurs qui aurait pu être fatale. Le bus a été poussé sur six mètres, les quelques voitures alentour ont des dégâts minimes. Le bilan fait état de quatorze blessés légers, dont les deux conducteurs. Ils ont été hospitalisés au CHU Charles-Nicolle et à la clinique de l'Europe à Rouen.

### Violence dans le tramway
Le lundi 31 décembre 2007 vers 13 h, dans le tramway de Rouen, trois mineurs de quatorze et quinze ans ont jeté de l'acide chlorhydrique au visage d'une jeune fille de seize ans. Les trois jeunes sont montés dans la rame à la station Maryse Bastié à Saint-Étienne-du-Rouvray en sortant d'un supermarché où ils avaient acheté du lait, de l'eau et de l'acide chlorhydrique prévus pour fabriquer des bombes artisanales à l'occasion du jour de l'an. Ils engagent la conversation avec la jeune fille qui les ignore. À la station suivante, les trois jeunes descendent de la rame en projetant de l'acide chlorhydrique en direction du visage de la jeune fille. Celle-ci a été brûlée au torse, au visage et à l'œil bien qu'elle se soit protégée avec son pull et qu'elle ait été secourue par l'intervention rapide du conducteur du tramway. Toute la scène a été filmée par une caméra de surveillance et l'identification des agresseurs a pu être possible, ils ont été placés sous contrôle judiciaire. La jeune fille quant à elle, est hospitalisée à Rouen. Elle est contactée plus tard par le président de la République, Nicolas Sarkozy.

### Accidents mortels
Une jeune femme de 33 ans meurt écrasée par une rame à la station François Truffaut, en plein centre-ville du Petit-Quevilly le 30 janvier 2010.
Le 24 janvier 2011 vers 18 h 45, une femme âgée de 80 ans est fauchée par une rame près de la station Léon Blum au Grand-Quevilly.
Le 28 janvier 2014 vers 18 h 45, à l'arrêt Avenue de Caen à Rouen, une jeune fille de 15 ans est morte écrasée par une rame de tramway.

### Déraillement
Le 2 novembre 2020, une rame de tramway déraille partiellement et finit sa course à la station souterraine Beauvoisine.

## Objet commémoratif
L’inauguration du tramway en 1994 fut commémorée par une médaille.